# Cambio de gabinete
Un cambio de gabinete o remodelación de Gobierno es un término informal para el evento que se produce cuando un jefe de Gobierno cambia o se cambia por otro motivo la composición de los ministros en su gabinete, dependiendo del sistema de gobierno. 
Los cambios de gabinete ocurren por una variedad de razones. Periódicamente, los reajustes más pequeños son necesarios para reemplazar a ministros que hayan dimitido, se hayan retirado o fallecido. Los cambios son también una manera de que un mandatario «refresque» a su gobierno, frecuentemente para enfrentar bajas en la popularidad; así, remueve a los integrantes más débiles, premia a los miembros de los partidos más leales y castiga a los otros.
En los sistemas parlamentarios suele ocurrir después de las elecciones, incluso si el partido gobernante retiene el poder, cuando la lectura de la opinión pública que tiene el primer ministro, fruto de la elección, hace necesario un cambio político, además de considerar los cambios que resultan de la jubilación o derrota de ministros en la elección. De modo parecido, cuando asume un primer ministro nuevo del mismo partido que el anterior, él o ella pueden nombrar ministros muy diferentes que los de su predecesor, para reflejar un cambio en políticas y prioridades; un ejemplo es el gobierno de Gordon Brown en el Reino Unido, formado en 2007 tras la salida de Tony Blair.
Los cambios de gabinete son menos frecuentes en los sistemas donde sus miembros no emanan del poder legislativo. En tales sistemas, hay por lejos una mayor cantidad de candidatos viables para escoger un gabinete. Los miembros de tales gabinetes son normalmente escogidos en razón de sus cualificaciones personales para dirigir una cartera específica, por lo cual cambiar dichos perfiles a otros ministerios normalmente hace poco sentido. Por ejemplo, en los Estados Unidos sería muy inusual para un presidente reasignar todos los miembros de su gabinete a nuevas posiciones, especialmente porque deben ser confirmados por el Senado de los Estados Unidos. Sin embargo, en países donde el presidente no tiene mecanismos de control para el nombramiento de sus ministros, como en Chile, sí es factible que haya «enroque» de ministros.
Un reajuste también proporciona una oportunidad de crear, suprimir, fusionar y rebautizar departamentos y ministerios, y de reasignar responsabilidades entre estos. Esto puede ser hecho para reflejar nuevas prioridades o por razones de eficiencia.